# 澳大利亞擬鰺
澳大利亞擬鰺（学名：Pseudocaranx dinjerra），為輻鰭魚綱鱸形目鱸亞目鰺科擬鰺屬下的一個種，屬於熱帶海水魚，目前僅發現分布於東印度洋澳洲西部海域，深度43-160公尺，體呈橢圓形且側扁，背鰭硬棘9枚、背鰭軟條23-25枚、臀鰭硬棘3枚、臀鰭軟條19-21枚、脊椎骨27 -31個，體長可達23公分，生活習性不明。